# واد النعناع
واد النعناع هي قرية في إقليم سطات ضمن جهة الشاوية ورديغة بالغرب المغربي. كان مجموع عدد سكان الجماعة القروية واد النعناع 7.126 نسمة.(تعداد السكان الرسمي 2004)